# Улица Маршала Шапошникова (Москва)
У́лица Ма́ршала Ша́пошникова — улица на северо-западе Москвы в Хорошёвском районе Северного административного округа между Ленинградским проспектом и улицей Авиаконструктора Микояна.

## Происхождение названия
Улица названа 15 февраля 2017 года в память российского и советского военачальника, Маршала Советского Союза Бориса Михайловича Шапошникова (1882—1945). До этого проектируемый проезд № 5509. Параллельно ей проходит улица Генерала Сандалова.
В 1962—1993 годах улицей Маршала Шапошникова назывался Колымажный переулок. В 1993 году переулку было возвращено историческое название.

## Описание
Улица Маршала Шапошникова начинается от Ленинградского проспекта, проходит на юго-запад до улицы Авиаконструктора Микояна, за которой продолжается как улица Авиаконструктора Сухого. Улица двусторонняя, с шестью полосами движения.

## Общественный транспорт
- Станции метро  Динамо и  Петровский парк — в 370 метрах от пересечения с Ленинградским проспектом.
- Станция метро  ЦСКА — в 730 метрах от пересечения с улицами Авиаконструктора Микояна и Авиконструктора Сухого.
- Автобусы:
  - № 207 — только в направлении от улицы Авиаконструктора Микояна до Ленинградского проспекта.
  - № 84, 318 — только в направлении от Ленинградского проспекта до улицы Авиаконструктора Микояна.
  - № 818 — в обе стороны.